# Ring Fit Adventure
Ring Fit Adventure (pel seu nom en anglès) és un Videojoc de rol d'acció i al seu torn un Videojoc actiu, desenvolupat per Nintendo per al Nintendo Switch. El joc ve amb dos components físics: el Ring-Amb, un anell de Pilates que subjecta l'usuari amb un espai per a connectar un Joy-Amb, i una Corretja de Cama, una peça de teixit que es fixa a la cama de l'usuari amb un espai per a connectar un Joy-Amb.
En la manera principal de joc el jugador ha de completar torns on els moviments i accions de combat depenen d'accions físiques i activitats que el jugador fa utilitzant el Ring-Amb i la Corretja de Cama on els Joy-Amb amb controls de moviment detecten les accions del jugador. Altres maneres de joc inclouen rutines d'exercici guiades i minijocs. Aquestes activitats estan centrades en realitzar Exercicis físics comuns, fent aquest joc parteix dels objectius de "qualitat de vida" de Nintendo tenint com un altre joc similar el Wii Fit. El joc es va llançar a nivell mundial a l'octubre 18 de 2019 i va rebre generalment ressenyes positives per part dels crítics. Al desembre de 2020, el joc havia venut al voltant de 8 milions de còpies a tot el món, fent-ho un dels Videojocs més venuts de la Nintendo Switch.
La demanda per al joc va augmentar dràsticament durant 2020, en gran part a causa de la Pandèmia de COVID-19 i a les clausures de gimnasos i altres instal·lacions d'exercici, causant escassetats en molts països. Això va ocasionar que alguns revenedors oferissin el joc a al voltant de $300 dòlars americans, quan el seu preu de venda eren al rededor de $80 dòlars americans.

## Jugabilitat
Ring Fit Adventure inclou el Ring-Amb i la Corretja de Cama, aquests compten amb espais per a col·locar els Joy-Amb. Aquests accessoris són requerits per a jugar el joc, les interaccions del jugador són registrades pels controls de moviment dels Joy-Amb.
La manera principal del joc és un joc de rol, on el jugador pren el control d'un jove atleta que es troba amb un sentient Ring amb el qual fa equip equipo per a acabar amb un diabòlic drac, Fisicoculturista, anomenat Dragaux. El jugador es mou a través del món de joc i diversos calabossos, on hi ha enemics que derrotar. El moviment a través del joc és similar al d'un Matamarcianos; el jugador corre per un camí fix, pot saltar obstacles o llançar projectils en estrènyer i deixar anar el Ring-Amb. Quan succeeixen les trobades amb els enemics, el combat és per torns com succeeix en la majoria dels RPG tradicionals. El jugador ataca als enemics en realitzar un d'almenys trenta exercicis diferents, on la quantitat de mal causat es basa en quin tan efectivament es va realitzar l'exercici. Quan els enemics ataquen al jugador, aquest es pot defensar en pressionar cap al seu abdomen el Ring-Amb tant com sigui possible durant la defensa. En derrotar enemics s'obtenen punts d'experiència, es puja de nivell i es poden desbloquejar exercicis addicionals amb major nivell d'atac. Els exercicis estan classificats per color, cada color correspon a un exercici d'alguna part del cos: vermell és per a braç, blau per a cama, groc per a abdomen i verd per a posicions de ioga. Els enemics també estan classificats per colors on un exercici del mateix color és més efectiu que un altre.
A més de la manera aventura, el joc inclou una manera de rutina de fitness general que permet realitzar els exercicis, assistit pel joc, però sense els elements de ludificació. El joc també té diversos minijocs basats en certs exercicis, que poden ser usats per un solo jugador per a desafiar-se a si mateixos o poden usar-se amb diversos jugadors, cadascun prenent un torn per a vèncer als altres. Una actualització a finalitats de març de 2020 també va agregar una "Manera de ritme", que permet a l'usuari moure's amb la banda sonora del joc. Aquesta manera també inclou música d'altres jocs de Nintendo com Super Mario Odyssey, The Legend of Zelda: Breath of the Wild, Splatoon 2 i Wii Fit .
El joc inclou l'opció per a habilitar exercicis tranquils per a evitar molestar a persones pròximes. Per exemple, en la manera tranquil·la, l'acte de córrer és reemplaçat per esquats.

## Desenvolupament
El joc es va llançar per primera vegada a principis de setembre de 2019 amb un vídeo que mostrava a persones usant Ring-Amb i la corretja de cama sense mostrar el gamplay del joc, anunciant el joc per complet una setmana després.
Diversos periodistes van observar que el joc encaixa en el programa a llarg termini de "qualitat de vida" de Nintendo, per a introduir més activitat física en el joc de videojocs, que havia estat iniciat per Satoru Iwata amb la introducció de la consola Wii, particularment en el joc. Wii Fit . Part del disseny de la Nintendo Switch havia estat a partir de la retroalimentació dels jugadors de Wii Fit, que buscaven fer que els controls anessin més petits perquè poguessin subjectar-se al cos i usar-se de més formes possibles.
Ring Fit Adventure es va llançar a Amèrica del Nord el 18 d'octubre de 2019. El joc, que inclou el Ring-Amb i la Corretja de Cama, costa una mica més que un joc típic.
El 26 de març de 2020 es va llançar una actualització gratuïta, agregant la manera de joc de ritme.

## Recepció
Ring Fit Adventure va rebre crítiques "generalment favorables", segons el portal de Metacritic, amb una puntuació de 83/100. També ha estat qualificat en IGN amb un 7.8 / 10. Molts crítics coincideixen que, si bé Ring Fit Adventure no està dissenyat per a l'entrenament de força, és un exercici eficaç per a mantenir-se en forma. Els elements RPG del joc són molt simplistes; que permet als jugadors casuals de videojocs jugar amb facilitat, però que pot ser decebedora per als fanàtics dels jocs de rol que volen un desafiament més estratègic.

### Vendes
Ring Fit Adventure va debutar en el # 3 a Regne Unit, i # 1 al Japó i Corea del Sud. Al Japó, va vendre 68,497 còpies en la seva primera setmana de venda, la qual cosa ho va col·locar en el número u en la llista de vendes. Per a desembre de 2019, el joc havia enviat 2.73 million unitats a tot el món.
A causa de la pandèmia de COVID-19, la demanda del joc va augmentar significativament, creant escassetat.
El 18 de juny de 2020, es va confirmar que Ring Fit Adventure havia venut més d'un milió de còpies al Japó, sent un total de 1,006,069 còpies en tota la regió.
Al setembre de 2020, el joc va vendre 5.84 million unitats a tot el món.
El joc va ser nominat com a "Millor joc familiar" en The Game Awards 2019, com a "Joc familiar de l'any" en la 23a edició anual dels DIU Awards, i com "Game Beyond Entertainment" en els 16è Jocs de l'Acadèmia Britànica. Premis .